# Coussarea surinamensis
Coussarea surinamensis är en måreväxtart som beskrevs av Cornelis Eliza Bertus Bremekamp. Coussarea surinamensis ingår i släktet Coussarea och familjen måreväxter. Inga underarter finns listade i Catalogue of Life. Artens utbredningsområde är Surinam.